# Parringtonia
Parringtonia is een geslacht van uitgestorven archosauriërs binnen de familie Erpetosuchidae, bekend van de typesoort Parringtonia gracilis. Het is bekend van een enkel exemplaar, NHMUK R8646, gevonden in de Manda-formatie uit het Anisien van Tanzania. Dit exemplaar is, net als het meeste archosauriërmateriaal uit de Manda-formatie, fragmentarisch en omvat slechts een bovenkaak en enkele postcraniale botten. Ze vertonen overeenkomsten met die van de andere archosauriër Erpetosuchus, bekend uit het Midden-Trias van Schotland en het oosten van de Verenigde Staten. De fylogenetische plaatsing van Parringtonia en Erpetosuchus is onzeker; sommige studies plaatsten ze in de buurt van de groep Crocodylomorpha, die alle moderne krokodillen omvat en veel uitgestorven vormen die na het Trias zijn gediversifieerd, maar deze verwantschap is meer recentelijk in twijfel getrokken.

## Beschrijving
Het holotype van Parringtonia wijst op een dier van ongeveer een halve meter lengte, maar was wellicht nog onvolgroeid.
NHMUK R8646 bestaat uit een rechterbovenkaaksbeen, een linkerschouderblad, een deel van wat het zitbeen van het bekken zou kunnen zijn, vijf volledige en vier gedeeltelijke ruggenwervels, drie staartwervels en vijf osteodermen. Sommige wervels vertonen niet gesloten beennaden waar verschillende delen beginnen te versmelten, wat aangeeft dat het individu onvolwassen was toen het stierf. NHMUK R8646 lijkt het meest op de botten van Erpetosuchus granti uit Schotland en Erpetosuchus sp. uit het oosten van de Verenigde Staten. De tanden zijn beperkt tot de voorste helft van de maxillae bij Parringtonia en Erpetosuchus, en de achterkant van de maxilla is dikker dan hoog. Parringtonia heeft vijf tandkassen, Erpetosuchus granti slechts vier, en Erpetosuchus sp. zes of meer. In tegenstelling tot Erpetosuchus heeft Parringtonia een foramen of gat aan de buitenkant van de bovenkaak. Het schouderblad van Parringtonia verschilt doordat het een kleine bult of knobbeltje over de schouderkom heeft. Zowel Parringtonia als Erpetosuchus hebben een groeve die langs de bovenkant van de wervelboog van elke wervel loopt.

## Classificatie en fylogenie
Toen hij voor het eerst werd beschreven in 1939 door Friedrich von Huene, waarbij de geslachtsnaam de ontdekker Francis Rex Parrington eerde en de soortaanduiding 'lichtgebouwd' betekent, werd Parringtonia toegewezen aan de groep Pseudosuchia, die indertijd de krokodilachtige archosauriërs uit het Trias omvatte. De naam is later gegeven aan een clade die alle krokodilachtige archosauriërs omvat. In 1970 en 1976 werd Parringtonia doorverwezen naar de familie Erpetosuchidae vanwege overeenkomsten tussen het schouderblad en dat van de bekendere Erpetosuchus. In beide geslachten is het schouderblad erg dun en naar voren gebogen. Parringtonia en Erpetosuchus zijn vergelijkbaar in grootte en de osteodermen van beide geslachten zijn vergelijkbaar in vorm en sculptuur. De osteodermen van Parringtonia zijn echter vergelijkbaar met een aantal andere kleine archosauriërs en kunnen hem op zich niet als een erpetosuchide diagnosticeren. Aangezien Parringtonia alle autapomorfieën of unieke kenmerken van Erpetosuchus mist, waaronder een otische inkeping aan de achterkant van de schedel en een grote fenestra antorbitalis in een diepe fossa op de snuit, was de classificatie ervan als een erpetosuchide aanvankelijk voorlopig.
Parringtonia werd in 2012 opnieuw beschreven door Nesbitt & Butler en samen met Erpetosuchus opgenomen in een fylogenetische analyse. De analyse bevestigde dat Parringtonia en Erpetosuchus zustertaxa waren in hun eigen clade, die Erpetosuchidae werd genoemd. Drie synapomorfieën of gedeelde nieuwe kenmerken werden geïdentificeerd voor Erpetosuchidae: tanden beperkt tot de voorste helft van de bovenkaak, een achterste helft van de bovenkaak die dikker is dan hoog, en geen tandvertandingen. Andere mogelijke synapomorfieën werden als voorlopig beschouwd en niet in de analyse opgenomen. Beide taxa delen een scherpe richel op het zijvlak van het bovenkaaksbeen die de onderste omvang markeert van de opening die de fenestra antorbitalis wordt genoemd. Onder deze richel helt het buitenoppervlak van het bovenkaaksbeen naar binnen (mediaal) naar de rand van de kaak. Bij Erpetosuchus zet dit mediaal hellende buitenoppervlak van de bovenkaak zich voort in het jukbeen, zodat een groot deel van het buitenoppervlak van het jukbeen naar beneden wijst. Deze morfologie verenigt de Noord-Amerikaanse en Europese exemplaren van Erpetosuchus met Parringtonia gracilis. Andere mogelijke synapomorfieën zijn onder meer een hypertrofische of vergrote knobbel aan de onderkant van het schouderblad waarvan wordt gedacht dat dit het bevestigingspunt is van de musculus triceps brachii. In tegenstelling tot andere archosauriformen die een kleine knobbel op dezelfde plaats bezitten, is de grootte van de knobbel bij erpetosuchiden uitzonderlijk groot in verhouding tot de totale grootte van het schouderblad. Het naar voren gebogen schouderblad dat voor het eerst werd opgemerkt in 1976 als een gedeelde erpetosuchide trek, bleek aanwezig te zijn in verschillende andere archosauriërs zoals Postosuchus kirkpatricki, waardoor het nut ervan als synapomorfie werd verminderd.
Hoewel de analyse van 2012 de opname van Parringtonia in Erpetosuchidae sterk ondersteunde, was de positie van Erpetosuchidae binnen Archosauria onzeker. Erpetosuchidae vormden een polytomie of onopgeloste evolutionaire verwantschap met verschillende andere archosaurische groepen, waaronder Avemetatarsalia, Ornithosuchidae, Aetosauria en Revueltosaurus, Ticinosuchus en Paracrocodylomorpha, Gracilisuchus en Turfanosuchus. De verwijdering van Gracilisuchus en Turfanosuchus uit de analyse resulteerde in Erpetosuchidae die nesten in de clade Suchia als het zustertaxon van de clade Aetosauria plus Revueltosaurus, maar niet als een zustertaxon van Crocodylomorpha zoals eerder was voorgesteld.